# Minori fuori famiglia
Con la locuzione minori fuori famiglia si intendono i minorenni che vivono al di fuori del nucleo familiare originario, bambini e adolescenti in affidamento familiare o accolti nei servizi residenziali. I problemi all'origine dell'allontanamento riguardano prevalentemente le relazioni interne alla famiglia, incuria e maltrattamento dei figli, problemi di dipendenza, l'inadeguatezza dei genitori, ma spesso a queste problematiche si aggiungono problemi economici e lavorativi.

## Disposizioni normative
Il 18 dicembre 2009 l’Assemblea generale delle Nazioni Unite ha adottato la risoluzione contenente le linee guida relative all'accoglienza dei minori fuori famiglia. Essa indica che il rapporto del minore con la sua famiglia è da preservare e tutelare al massimo del possibile impegnando gli Stati a provvedere con ogni mezzo sia per impedire che il fanciullo ne debba uscire sia per agevolarne il rientro qualora sia già uscito.
Il tema dei minori fuori famiglia è molto complesso anche per via delle informazioni e dei dati spesso mancanti o comunque non omogenei, non confrontabili o frammentari. Si stima che in Italia i minori fuori famiglia siano circa 31.000 (15.200 in affido familiare e in 15.500 struttura residenziale). Non si conosce il numero esatto perché non esiste un'anagrafe condivisa tra i vari enti, pubblici o privati, preposti alla gestione del problema quali le comunità di accoglienza, le  Procure, i Tribunali per i Minorenni, il Centro di Giustizia Minorile e gli altri enti preposti alla tutela dei minori, per il censimento e il monitoraggio costante dei minori fuori famiglia.
La legge del 28 marzo n. 149 del 2001 stabilisce che il minore ha il diritto di crescere ed essere educato nella propria famiglia.
Le condizioni di indigenza dei genitori non possono essere di ostacolo all'esercizio del diritto del minore alla propria famiglia. A tal fine a favore della famiglia sono disposti interventi di sostegno e aiuto.
Allo Stato, alle regioni e agli enti locali, nell'ambito delle proprie competenze, spetta il compito di sostenere i nuclei familiari a rischio, al fine di prevenire l'abbandono e di consentire al minore di essere educato nell'ambito della propria famiglia.
Nel caso in cui il minore sia vittima di violenza, incuria grave, maltrattamento e abuso il Tribunale per i Minorenni dispone l'allontanamento del minore prevedendone l'inserimento presso una famiglia affidataria o una persona singola, in grado di assicurargli il mantenimento, l'educazione, l'istruzione e le relazioni affettive di cui egli ha bisogno o in una comunità di accoglienza pubblica o privata, che abbia sede preferibilmente nel luogo più vicino a quello in cui stabilmente risiede il nucleo familiare di provenienza.
Non si tratta di minori allontanati da famiglie “povere” bensì di piccoli che sono spesso vittime di incurie gravi, di maltrattamenti e di abusi.
Il periodo di presumibile durata dell'affidamento deve essere rapportabile al complesso di interventi volti al recupero della famiglia d'origine. Tale periodo non può superare la durata di ventiquattro mesi ed è prorogabile, dal tribunale per i minorenni, qualora la sospensione dell'affidamento rechi pregiudizio al minore.
È dunque fondamentale che l'allontanamento si prospetti temporaneo e si cerchi di preparare il rientro in famiglia al più presto.
In ogni caso l'affidamento familiare richiede sempre, nel momento in cui si realizza, il contestuale avvio di un percorso di approfondimento della situazione familiare e di intensificazione e diversificazione degli interventi di sostegno alle figure parentali in difficoltà, per un efficace recupero o maturazione di adeguate competenze genitoriali.

## Minori autori di reato
Sono fuori famiglia anche molti dei minori autori di reato che in esecuzione del provvedimento dell'Autorità Giudiziaria vengono in misura cautelare allontanati dal nucleo d'origine e detenuti nell'Istituto penale minorile o inseriti presso comunità di accoglienza con progetti in alternativa alla pena detentiva.
Il Decreto Presidenziale n.448 del 1988 all'art. 22 prevede che il giudice ordina che il minorenne autore di reato sia <<affidato a una comunità pubblica o autorizzata, imponendo eventuali specifiche prescrizioni inerenti alle attività di studio o di lavoro ovvero ad altre attività utili per la sua educazione.>>
Gli interventi dei Servizi Minorili della Giustizia in favore dei minori sottoposti a procedimento penale si realizzano attraverso l'elaborazione condivisa di progetti individualizzati che prevedano lo svolgimento di attività utili a valorizzare le risorse disponibili e a favorire funzionali processi di crescita.

## Gestione del problema
I minori che vengono allontanati dalla propria famiglia di origine vengono affidati ad una famiglia, o inseriti nelle comunità di accoglienza e cura. All'interno delle comunità affrontano un percorso educativo individualizzato (P.E.I.) con la strutturazione di obiettivi nonché l'individuazione delle strategie per riuscire a raggiungerli. Per ogni minore, a partire dal suo ingresso in comunità è necessario attuare un'attenta osservazione e l'elaborazione di tutte le informazioni che concernono la sua storia e la sua famiglia d'origine. Dopo questo periodo iniziale viene redatto il progetto educativo individualizzato che comprende il complesso di azioni che perseguono obiettivi specifici nella quotidianità e traccia le linee da seguire in piena sintonia con i bisogni e le caratteristiche psichiche, fisiche e sociali del minore. All'interno del P.E.I. saranno contenuti tutti gli obiettivi che occorrono a favorire e facilitare lo sviluppo comportamentale, educativo, cognitivo ed affettivo dei minori. Il recupero dell'integrità del minore passa inizialmente attraverso un percorso di raggiungimento di un buon livello di autostima, consapevolezza di sé e contatto con le proprie emozioni per poi crescere in obiettivi sociali verso la vita fuori e dopo la comunità. Il percorso educativo individualizzato comprende anche un lavoro psicoterapeutico da affrontare con il minore con l'obiettivo principale di elaborare i traumi, ma anche per una preparazione del minore verso il rientro in famiglia (se il Tribunale per i Minorenni constati il recupero delle capacità genitoriali del nucleo di origine e il venir meno delle motivazioni che hanno portato all'allontanamento del minore dalla propria abitazione) o in alternativa verso l'adozione (nel caso in cui lo stato di abbandono diviene definitivo e viene revocata la potestà genitoriale).
Per quanto riguarda invece il recupero dei minori inseriti nelle comunità in alternativa alla pena detentiva in seguito alla commissione di un reato, sono previsti sempre dei piani educativi individualizzati che prevedono lo svolgimento di attività utili a valorizzare le risorse disponibili e a favorire funzionali processi di crescita. I progetti sono stati realizzati attraverso attività di orientamento, formazione e inserimento lavorativo. In altri casi tramite attività di volontariato e di natura culturale-ricreativa e sportiva.